# Боровушка (Кемеровская область)
Боровушка — упразднённый посёлок в Крапивинском районе Кемеровской области. На момент упразднения входил в состав Салтымаковского сельского поселения. Исключен из учётных данных в 1997 году.

## География
Располагался на правом берегу реки Ильмень в месте впадения в нее ручья Боровушка, на расстоянии примерно 5 км по прямой к востоку от села Салтымаково.

## История
Основан в 1906 г. По данным на 1926 году заимка Бороушка состояла из 7 хозяйств. В административном отношении входила в состав Салтымаковского сельсовета Крапивинского района Томского округа Сибирского края.

## Население
| 1970 | 1979 | 1989 |
| ---- | ---- | ---- |
| 12   | ↘6   | ↘3   |

По переписи 1926 г. на заимке проживало 27 человек (15 мужчин и 12 женщин), основное население — русские.